# William Neville, I marchese di Abergavenny

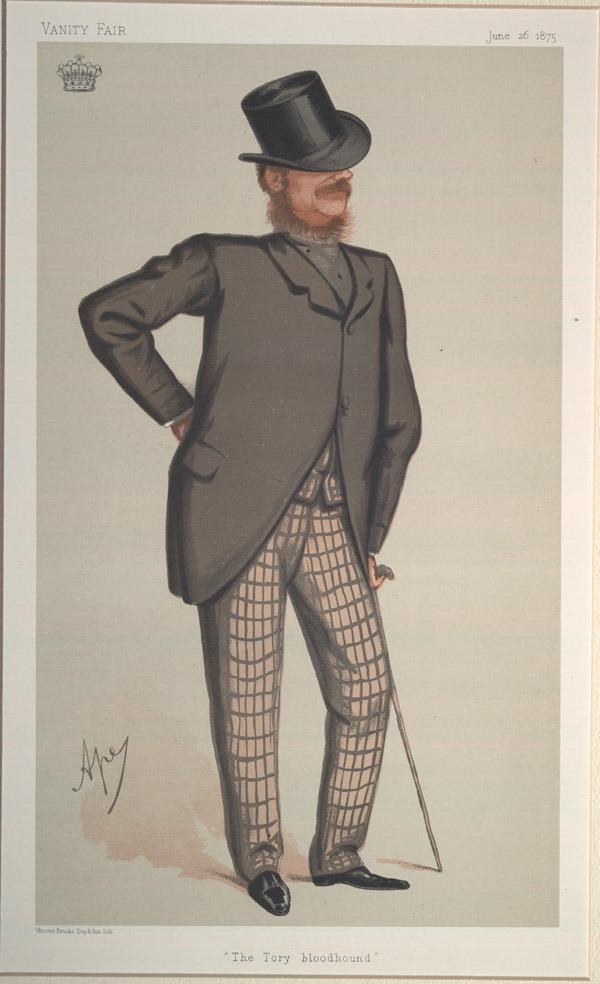
Caricatura del marchese di Abergavenny, di Carlo Pellegrini, pubblicato su Vanity Fair il 26 giugno 1875.

William Neville, I marchese di Abergavenny (Longford, 16 settembre 1826 – Rotherfield, 12 dicembre 1915), è stato un nobile e ufficiale inglese.

## Biografia
Era il primogenito di William Neville, IV conte di Abergavenny, e di sua moglie, Caroline Leeke, figlia di Ralph Leeke. Studiò all'Eton College. Egli divenne noto con il titolo di visconte Neville, quando suo padre successe alla contea nel 1845.

## Carriera
Nel 1849 raggiunse il grado di tenente nel 2º reggimento e il grado di colonnello del West Kent Yeomanry e, nel settembre 1901, del Sussex Yeomanry.
Fu giudice di pace di Kent e Monmouthshire. Egli succedette al padre nella contea nel 1868. Il 14 gennaio 1876 fu creato conte di Lewes e marchese di Abergavenny.

## Matrimonio
Sposò, il 2 maggio 1848 a Londra, Caroline Vanden-Bempde-Johnstone (1826-23 settembre 1892), figlia di Sir John Vanden-Bempde-Johnstone e di Louisa Augusta Venables-Vernon-Harcourt, figlia di Edward Venables-Vernon-Harcourt. Ebbero dieci figli:
- Lady Cicely Louisa (10 settembre 1851–1º maggio 1932), sposò il colonnello Charles Gathorne-Hardy, figlio di Gathorne Gathorne-Hardy, I conte di Cranbrook, ebbero due figlie;
- Reginald Neville, II marchese di Abergavenny (4 marzo 1853–13 ottobre 1927);
- Henry Neville, III marchese di Abergavenny (2 settembre 1854–10 gennaio 1938);
- Lord George Neville (23 settembre 1856–10 agosto 1920), sposò Florence Soanes, ebbero tre figli;
- Lady Alice Maud (1858–19 febbraio 1898), sposò il colonnello Henry Morland, ebbero una figlia;
- Lord William Beauchamp (23 maggio 1860–12 maggio 1939), sposò Luisa del Campo Mello, non ebbero figli;
- Lord Richard Plantagenet (13 gennaio 1862–1º dicembre 1939);
- Lady Idina Mary (5 maggio 1865–21 febbraio 1951), sposò Thomas Brassey, II conte Brassey, non ebbero figli;
- Lady Rose (7 dicembre 1866–2 maggio 1913), sposò Kenelm Pepys, IV conte di Cottenham, ebbero tre figli;
- Lady Violet (7 dicembre 1866–28 marzo 1910), sposò in prime nozze Henry Wellesley, III conte di Cowley, ebbero un figlio, e in seconde nozze il colonnello Robert Myddelton, ebbero tre figli.

## Morte
Morì il 12 dicembre 1915.